# Pierre De Wit
Pierre Marcel de Wit (Colônia, 26 de setembro de 1987) é um futebolista alemão.